# Ali Mohammed (Terrorist)
Ali Mohammed (arabisch علي محمد) (* 1954 in Ägypten), manchmal auch Ali Mohamed geschrieben, ist ein US-amerikanisches al-Qaida-Mitglied ägyptischer Herkunft. Er wurde im Zusammenhang mit den Anschlägen vom 7. August 1998 auf die amerikanischen Botschaften in Kenia und Tansania verhaftet.
Ali Mohammed spricht mehrere Sprachen und hat zwei Hochschulabschlüsse. Er war Offizier in der ägyptischen Armee, wo er über 10 Jahre diente.
Er nahm nach eigenen Angaben Kontakte zum al-Dschihad über Aiman az-Zawahiri auf. Er wurde 1984 wegen auffallend großer Religiosität und aufgrund der Mitgliedschaft in der Einheit, welche die Attentäter von Anwar as-Sadat stellten, aus der Armee entlassen. Es gelang ihm in der Folge, sich bei der CIA als Spion anzudienen und als eine Art Doppelagent tätig zu sein. Der Verlauf der folgenden Jahre ist umstritten, nach CIA-Angaben nahm er unautorisiert Kontakte zur Hisbollah auf, flog schnell auf und der Dienst versuchte seine Einreise in die USA zu verhindern. Nach anderen Angaben (z. B. Peter Bergen) gelang es ihm, fortdauernd die US-Amerikaner zu täuschen. Sichergestellt ist wiederum, dass er im September 1985 in die USA einreiste. Er arbeitete in den 1980ern für die US-Armee und als Lehrer für arabische Kultur am John F. Kennedy Special Warfare Center in Fort Bragg, North Carolina. 1989 heiratete er eine Amerikanerin und wurde US-Bürger, verließ aber ehrenhaft die Armee.
Er lebte seitdem in Santa Clara, Kalifornien. Der Ägypter Khaled Abu el-Dahab, der 1987 bis 1998 in den USA lebte und dessen Wohnung eine wichtige Schaltzentrale für Terroristen war, wurde von ihm angeworben. Mehrere Terroristen wurden von ihm im Umgang mit Waffen ausgebildet, Zawahiri wurde bei einer Reise durch die USA unterstützt. Er spionierte 1993 und 1994 US-Botschaften in Afrika aus, gründete dort eine al-Qaida Zelle und bildete Leibwächter Osama bin Ladens aus. Um von seinen eigenen Aktivitäten abzulenken, diente er sich beim FBI als Informant über illegale Einwanderer an. Als 1995 sein Name im Zusammenhang mit dem ersten Anschlag vom 26. Februar 1993 aufs World Trade Center in New York City in den US-Medien auftauchte, behauptet die linke Zeitung The Boston Globe, er sei vom CIA mit einem geheimen Programm ins Land geschleust worden.
Mohammed wurde 1998 nach den Anschlägen in Afrika verhaftet, bekannte sich schuldig und wird an einem geheimen Ort gefangen gehalten.